# 金錫允
金鉐潤，或譯金錫允（韓語：김석윤，1964年9月27日—），是韓國電視導演兼製作人。

## 工作經歷
- 2011年5月任JTBC製作人
- 2011年8月任JTBC綜藝1CP
- 2014年12月任JTBC製作企劃局局長
- 2015年12月任JTBC製作一局導演
- 2018年11月任JTBC電視劇部本部長
- 2019年12月任JTBC內容中心製作部部長

## 作品

### 電視劇
- 2003年：KBS 2《媽媽向前衝（朝鲜语：달려라 울엄마）》
- 2004年：KBS 2《老處女日記（朝鲜语：올드 미스 다이어리）》
- 2011年：JTBC《住在清潭洞》
- 2013年：JTBC《皇家別墅》
- 2015年：JTBC《住在清潭洞》
- 2015年：JTBC《錐子》
- 2016年：JTBC《老婆這週要出牆》
- 2019年：JTBC《耀眼》
- 2021年：JTBC《Law School》
- 2022年：JTBC《我的出走日記》
- 2023年：JTBC《摸心第六感》
- 2025年：JTBC《比天堂還美麗》[1]

### 電影
- 2007年：《老處女日記劇場版（朝鲜语：올드미스 다이어리 극장판）》
- 2011年：《朝鮮名偵探：高山烏頭花的秘密》
- 2015年：《朝鮮密探出任務（朝鲜语：조선명탐정: 사라진 놉의 딸）》
- 2018年：《朝鮮名偵探3：吸血鬼的祕密（朝鲜语：조선명탐정: 흡혈괴마의 비밀）》

### 綜藝
- 2002-08年：KBS2《尹道賢的情書》
- 2011-12年：《智力競賽偶像首演》
- 2012-13年：JTBC《神話放送》
- 2012-13年：JTBC《Patty Kim Show》
- 2012-13年：JTBC《奇蹟韓國》
- 2012-13年：JTBC《One of God》
- 2013-14年：JTBC《大詩篇》
- 2013-14年：JTBC《神話放送：發現神話的神話》

## 獎項
| 年份   | 頒獎典禮           | 獎項               | 作品           | 結果 |
| ------ | ------------------ | ------------------ | -------------- | ---- |
| 2007年 | 第44屆大鐘獎       | 最佳新人導演獎     | 《老處女日記》 | 提名 |
| 2019年 | 第55屆百想藝術大賞 | 電視部門最佳導演獎 | 《耀眼》       | 提名 |

1. ↑  이명주. . Dispatch. 2025-02-06  [2025-02-06] （韩语）.